# Steinkreis von Ballynoe

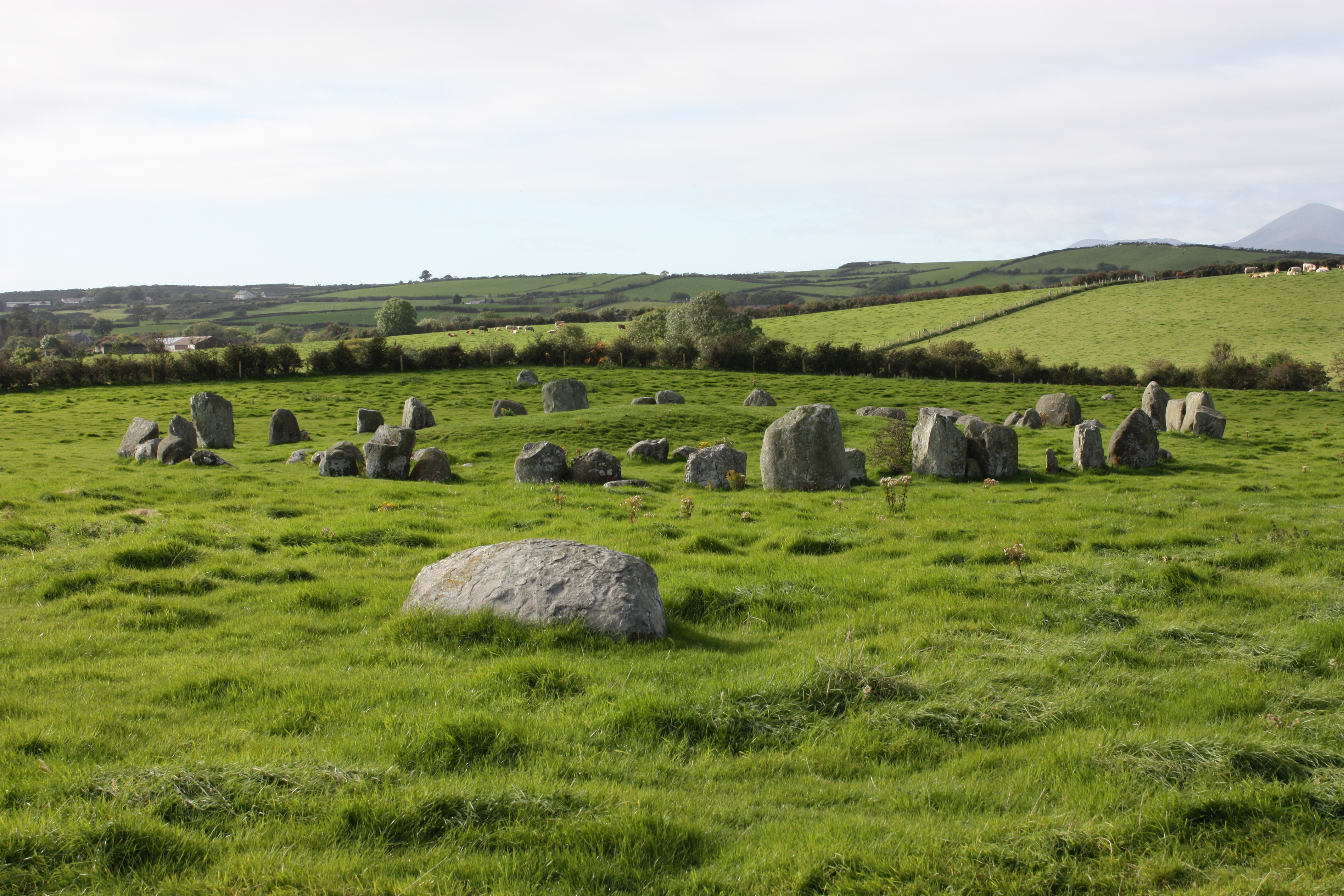
Steinkreis von Ballynoe

Der Steinkreis von Ballynoe liegt auf der Lecale-Halbinsel im Townland Ballynoe (irisch An Baile Nua) im County Down in Nordirland, vier Kilometer südlich von Downpatrick. Sein hybrides Konzept ist auf der Insel beispiellos. Das einzige Pendant ist der Steinkreis von Swinside in Cumbria. Ballynoe und Swinside liegen bei 54°17' Nord beiderseits der Irischen See.
Der nur wenig gestörte Steinkreis besteht noch aus 55 Steinen, von denen einige bis zu 1,8 m hoch sind. Der Eingang scheint im Westen gelegen zu haben, wo vier große Monolithe eine Art Doppelportal bilden. Der Kreis hat etwa 35 m Durchmesser und umschließt zwei Hügel, die sich unter dem mittig gelegenen Langhügel befinden. Die beiden, einst von Randsteinen gefassten runden Hügel, wurden innerhalb des bereits vorhandenen Kreises errichtet. Außerhalb des Kreises liegen, vielleicht als Reste eines umfangreicheren Alignements, drei Steinpaare (englisch outlier).
Ballynoe wurde in den 1930er Jahren von A. E. van Giffen (1884–1973) teilweise ausgegraben. Er deckte an den Enden des Langhügels je eine Steinkiste auf (darunter eine dreigeteilte). Die Kisten enthielten die verbrannten Knochen von sieben Individuen. Im Hügel fand sich eine Anzahl wassergeglätteter Steine. Zweck und Datierung sind weiterhin unklar. Der Befund ist laut Aubrey Burl (1926–2020) das Ergebnis einer mehrphasigen Nutzung, die in der späten Jungsteinzeit begann und in der frühen Bronzezeit endete. Von einer mittelneolithischen Scherbe der Carrowkeel-Ware ist unklar, ob sie zum Steinkreis oder zu einem der Hügel gehört.
In der Nähe liegt die Ruine der frühchristlichen Kirche am St. Johns Point und St. Cooey’s Holy Well.

Steinkreis von Ballynoe
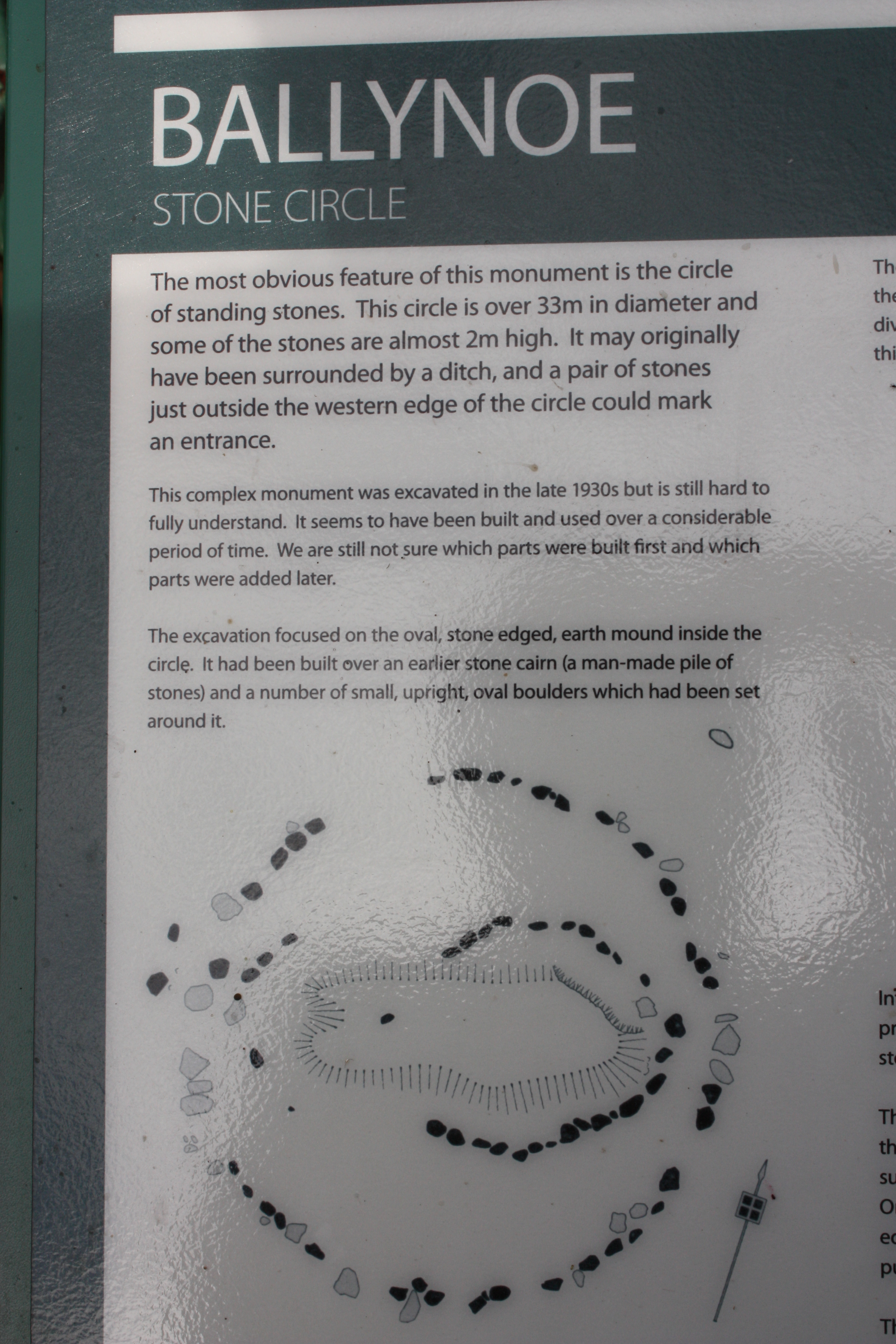
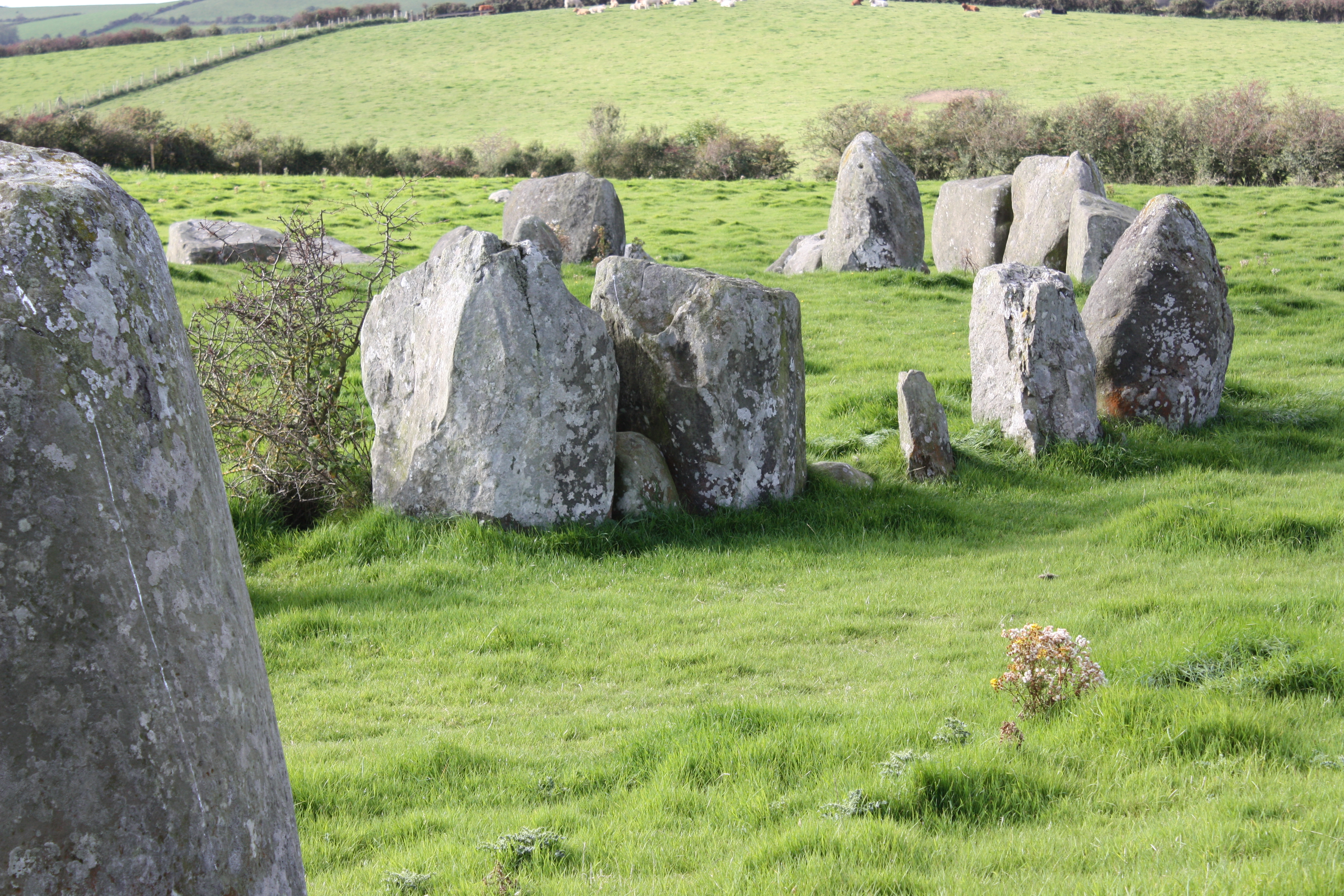
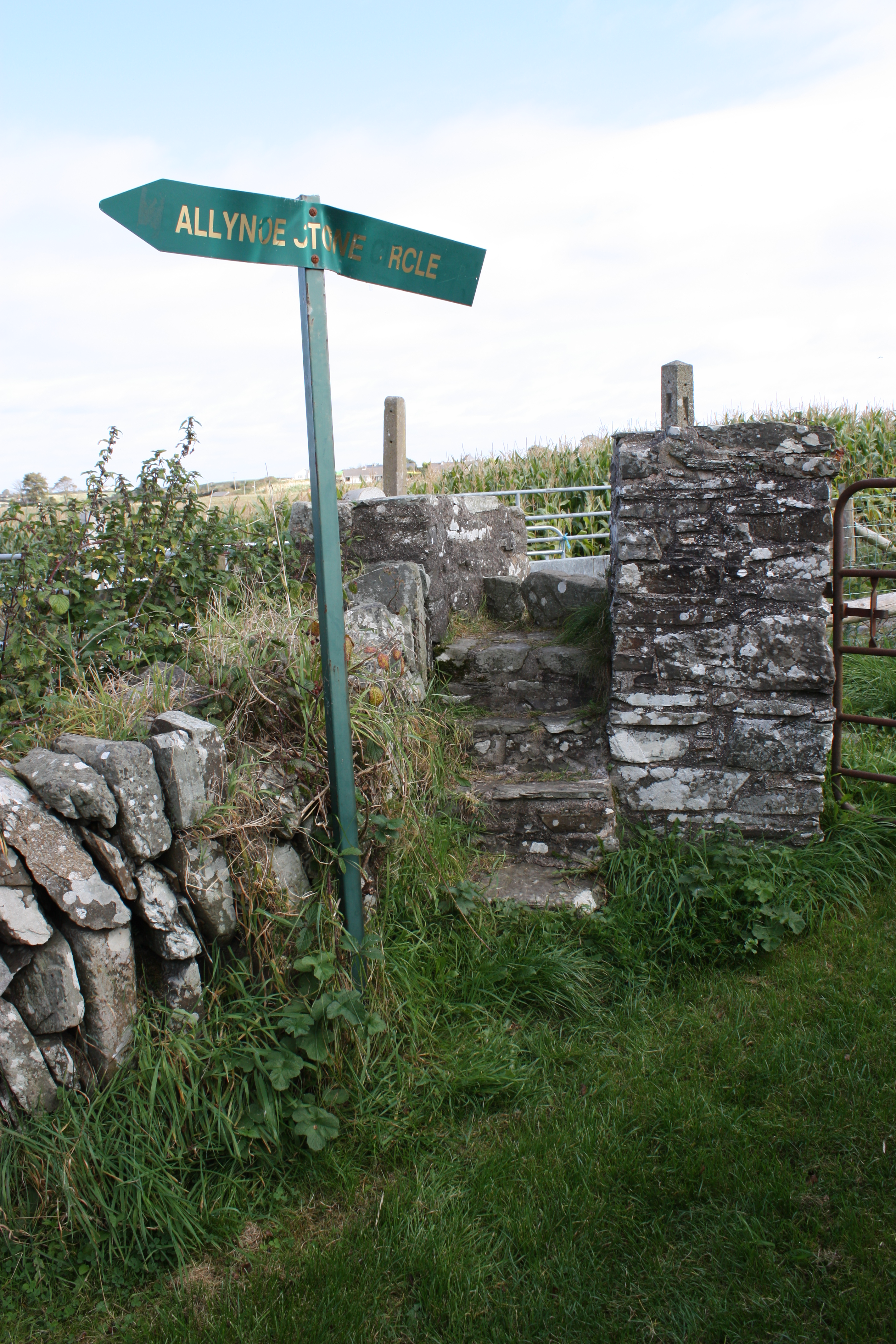
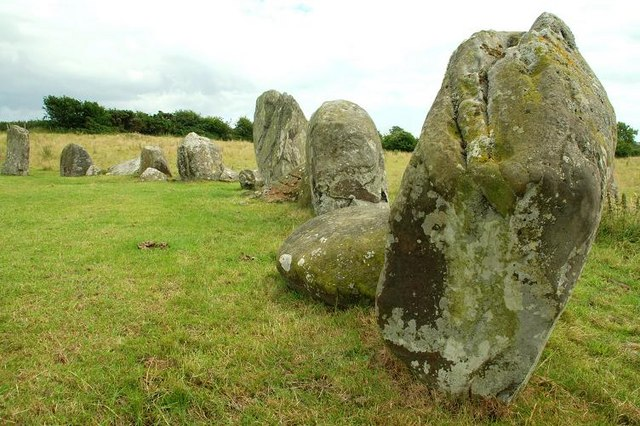
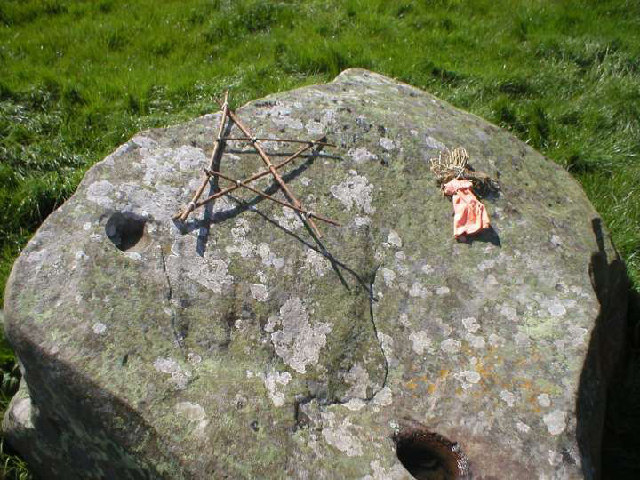